# Roodbandcotinga
De roodbandcotinga (Pipreola whitelyi) is een zangvogel uit de familie Cotingidae (cotinga's). Deze vogel is genoemd naar de Engelse ornitholoog Henry Whitely jr. (1844-1892).

## Verspreiding en leefgebied
Deze soort komt voor op de tepuis en telt twee ondersoorten:
- P. w. kathleenae: zuidoostelijk Venezuela.
- P. w. whitelyi: westelijk Guyana.

## Status
De grootte van de populatie is niet gekwantificeerd maar de soort wordt omschreven als schaars. Op de Rode lijst van de IUCN heeft deze soort de status niet bedreigd.

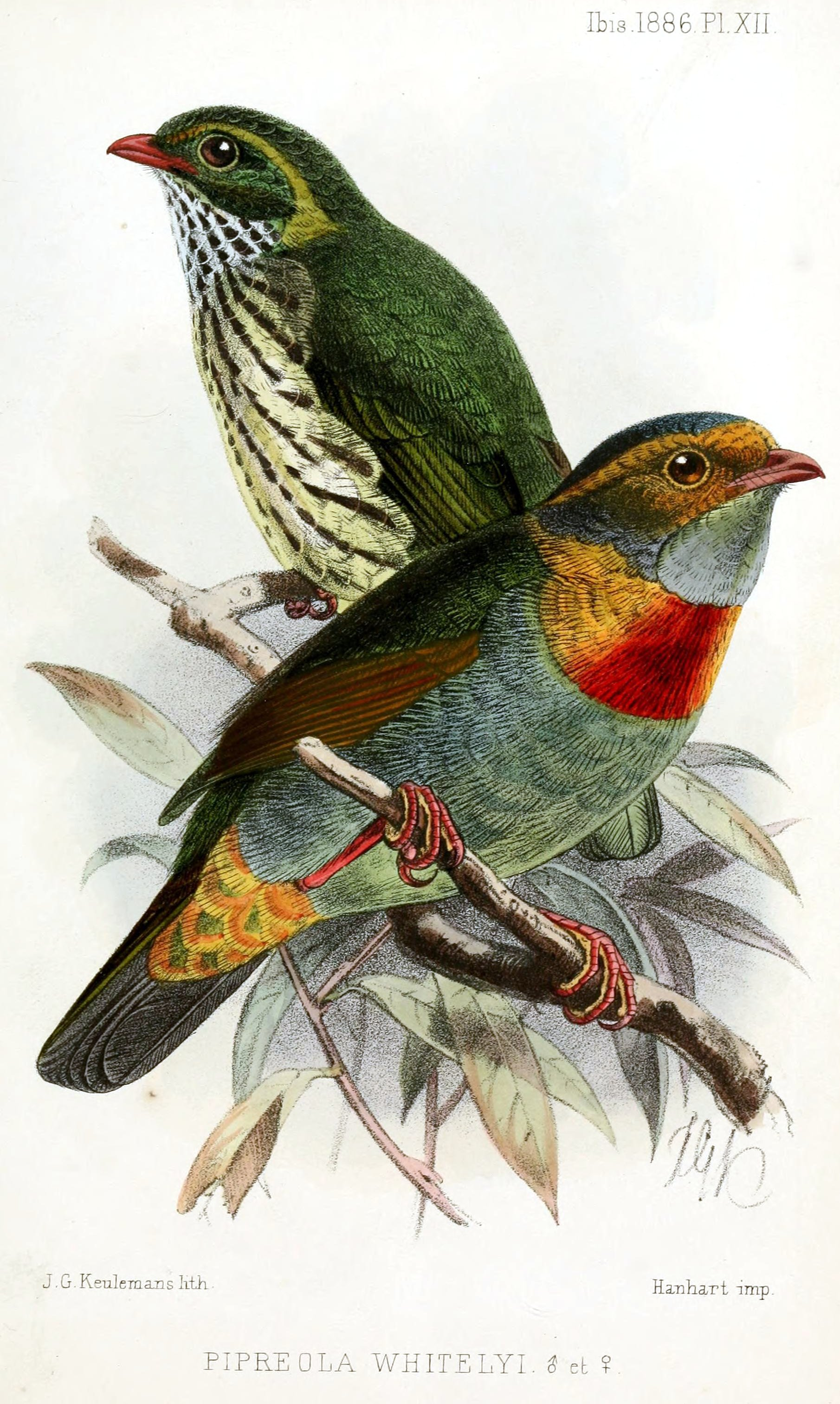